# KK Marsonia
KK Marsonia je hrvatski košarkaški klub iz Slavonskog Broda. Trenutačno se natječe u Prvoj muškoj košarkaškoj ligi.

## O klubu
U prosincu 2014. se ugasio nekadašnji uspješni prvoligaš, koji je promijenio nekoliko imena. Svjetlost Brod, Đuro Đaković i naposljetku Slavonski Brod. Godine 2015. osnovan je njegov nasljednik, pod imenom Slavonski Brod 1946, no do sada je od tog kluba ostalo samo slovo na papiru, dok su svi igrači preselili u Brodsku školu košarke. Na skupštini Brodske škole košarke, održane 19. studenog 2020. godine, donesena je odluka o preimenovanju kluba u Košarkaški klub Marsonia. Za predsjednika kluba izabran je Mario Špehar te još 4 člana Izvršnog odbora u kojem su: Mario Vrdoljak, Vlado Novaković, Mario Vištica i Igor Kovačević koji će obavljati funkciju tajnika, dok je za sada trener svih 5 kategorija u klubu (U13, U 15, U17, U19 i seniori).
Ovim potezom KK Marsonia ulazi u "sportsku" obitelj u gradu jer uz košarku, ime Marsonia nose još atletski, kajak kanu, nogometni, plivački i vaterpolo klub.

## Uspjesi
Sezona 2020./21.
- U19 - prvaci regije Istok

## Vanjske poveznice
- Facebook stranica kluba